# Jens Brandenburg
Jens Brandenburg (sinh ngày 8 tháng 3 năm 1986) là một chính khách người Đức thuộc Đảng Dân chủ Tự do (FDP), là nghị sĩ của Bundestag từ bang Baden-Württemberg từ năm 2017.

## Đầu đời và sự nghiệp
Sinh ra tại Simmerath, North Rhine-Westphalia, Brandenburg tốt nghiệp trung học tại Monschau năm 2005. Sau đó, ông theo học khoa học chính trị và kinh tế tại Đại học Mannheim cho đến năm 2010, tốt nghiệp cử nhân và thạc sĩ. Từ năm 2010 đến năm 2014 Brandenburg nhận bằng tiến sĩ tại Trường Cao học Kinh tế và Khoa học Xã hội tại Đại học Mannheim.
Sau khi nhận bằng tiến sĩ, Brandenburg làm việc cho Tập đoàn Tư vấn Boston từ năm 2014 cho đến năm 2017. Brandenburg sống với bạn đời của mình ở Kurpfalz.

## Sự nghiệp chính trị
Brandenburg là thành viên của FDP từ năm 2006.
Là thành viên của Ủy ban Đánh giá Giáo dục, Nghiên cứu và Công nghệ, Brandenburg đóng vai trò là người phát ngôn của nhóm quốc hội của mình về nghiên cứu, đào tạo nghề và học tập suốt đời. Ông cũng là người phát ngôn cho các quyền của LSBTI.
Ngoài các nhiệm vụ trong ủy ban của mình, Brandenburg là một phần của Nhóm Nghị sĩ hữu nghị Đức về Quan hệ với các Bang Cono Sur.

## Các hoạt động khác
- Magnus Hirschfeld Foundation, Member of the Board of Trustees (since 2018)[6]